# Mîtrofanivka, Novhorodka
Mîtrofanivka (în ucraineană Митрофанівка) este o comună în raionul Novhorodka, regiunea Kirovohrad, Ucraina, formată numai din satul de reședință.

## Demografie
Componența lingvistică a comunei Mîtrofanivka
     Ucraineană (97,16%)
     Rusă (1,52%)
     Alte limbi (0,81%)
Conform recensământului din 2001, majoritatea populației comunei Mîtrofanivka era vorbitoare de ucraineană (97,16%), existând în minoritate și vorbitori de rusă (1,52%).